# Такуарусу
Такуарусу (порт. Taquarussu) — муниципалитет в Бразилии, входит в штат Мату-Гросу-ду-Сул. Составная часть мезорегиона Восток штата Мату-Гроссу-ду-Сул. Входит в экономико-статистический микрорегион Нова-Андрадина. Население составляет 3496 человек на 2006 год. Занимает площадь 1041,121 км². Плотность населения — 2,6 чел./км².

## История
Город основан 12 мая 1980 года. 

## Статистика
- Валовой внутренний продукт на 2003 год составляет 30 474 306,00 реалов (данные: Бразильский институт географии и статистики).
- Валовой внутренний продукт на душу населения на 2003 год составляет 9903,90 реала (данные: Бразильский институт географии и статистики).
- Индекс развития человеческого потенциала на 2000 год составляет 0,705 (данные: Программа развития ООН).

## География
Климат местности: горный тропический.